# أقا يارلو
أقا يارلو هي قرية في مقاطعة نمين، إيران. عدد سكان هذه القرية هو 40 في سنة 2006.